# Fooding
Fooding est un néologisme français formé par amalgame des mots anglais food (nourriture) et feeling (ressenti, sentiment) et apparu pour la première fois sous la plume du journaliste Alexandre Cammas dans un article pour Nova Mag publié en 1999. Il vise, selon les mots de Frédéric Mitterrand à « défendre une gastronomie moins intimidante, à la portée de tous ceux qui veulent cuisiner et se nourrir de façon moins empesée ».
Fooding est également le nom d'une marque d'un guide de restaurants et d'événements gastronomiques né en France en 2000.

## Le concept
Selon Adam Gopnik du New Yorker, le Fooding est un mouvement équivalent à ce qu'a été la Nouvelle vague dans le cinéma français. Il correspond à un mouvement culinaire contemporain inspiré de ce qui se passe aux États-Unis mais s'inscrivant dans la traduction culinaire française.

## La marque

### Guide
Fooding est également un guide créé en 2000 par Alexandre Cammas. Il paraît en version papier en tant que hors-série de Nova magazine puis comme supplément de Libération, puis au Nouvel Observateur. Une version numérique est créée en 2005, puis une application en 2010.

### Événements
En 2000 a lieu la première semaine du Fooding pendant laquelle se déroulent discussions, performances culinaires, remise de Prix Fooding. Par la suite, elle a lieu chaque année jusqu’en 2009 autour de thèmes différents : cuisine de rue, histoire de la cuisine française, nourritures incorrectes, etc. En 2010, le Bureau du Fooding décide de remplacer la semaine du Fooding par de nouveaux événements, en France et à l'étranger,,,,,,,,.

### Critiques
Le Fooding fait depuis sa création l’objet de critiques. En 2004, le critique gastronomique Jean-Luc Petitrenaud qualifie le Fooding de « mode ridicule, pour quelques journalistes en manque de notoriété ».
En 2010, les critiques gastronomiques Colette Monsat et François Simon interpellent Frédéric Mitterrand, alors ministre de la Culture, à la suite de sa présence à la fête anniversaire des dix ans du Fooding : « Vous chantez les valeurs de la cuisine traditionnelle tout en étant un ardent défenseur du « Fooding » dont vous avez salué cette semaine l’approche ludique, moins empesée, de la gastronomie ». Frédéric Mitterrand répondra « On peut aimer Rembrandt et Basquiat. C’est en appréciant Basquiat que l’on en vient à goûter Rembrandt, et réciproquement ».